# Oborná
Oborná település Csehországban, Bruntáli járásban. Oborná Bruntál, Široká Niva, Nové Heřminovy és Milotice nad Opavou településekkel határos. Lakosainak száma 452 fő (2024. január 1.).

## Népesség
A település lakosságának változását az alábbi diagram mutatja:
| Lakosok száma | 498  | 558  | 459  | 311  | 341  | 336  | 402  | 404  | 437  | 452  |
|               | 1869 | 1890 | 1921 | 1950 | 1980 | 2001 | 2017 | 2019 | 2022 | 2024 |